# 赵华 (汽车工程专家)
赵华，汽车工程专家，天津大学内燃机燃烧学国家重点实验室教授、英国布鲁耐尔大学教授，任中华人民共和国教育部第四批"长江学者"特聘教授，中国海外杰出青年。